# Partecipanti al Rally Dakar 2023
Il Rally Dakar 2023 è la 45ª edizione della gara. La competizione è iniziata il 31 dicembre al Sea Camp, nei pressi di Yanbu, ed è terminata a Dammam il 15 gennaio. 

## Liste iscritti
| Colore | Tipologia                                                                       |
| ------ | ------------------------------------------------------------------------------- |
|        | Piloti "Dakar Legends" che hanno preso parte ad almeno 10 edizioni della Dakar. |
|        | Piloti "rookie" che prendono parte alla loro prima Dakar.                       |
|        | Piloti che non sono riusciti a presentarsi al via.                              |
|        | Piloti "Original by Motul" che prendono parte alla gara senza assistenza.       |

### Moto
| Scuderia                                  | Moto                     | #   | Pilota                | Classe  |
| ----------------------------------------- | ------------------------ | --- | --------------------- | ------- |
| Red Bull GasGas Factory Racing            | GasGas 450 Rally Factory | 1   | Sam Sunderland        | RallyGP |
| Red Bull GasGas Factory Racing            | GasGas 450 Rally Factory | 18  | Daniel Sanders        | RallyGP |
| Monster Energy Honda Team                 | Honda CRF450 Rally       | 2   | Ricky Brabec          | RallyGP |
| Monster Energy Honda Team                 | Honda CRF450 Rally       | 7   | Pablo Quintanilla     | RallyGP |
| Monster Energy Honda Team                 | Honda CRF450 Rally       | 11  | José Ignacio Cornejo  | RallyGP |
| Monster Energy Honda Team                 | Honda CRF450 Rally       | 42  | Adrien van Beveren    | RallyGP |
| Monster Energy JB Team                    | Honda CRF450 Rally       | 5   | Joan Barreda          | RallyGP |
| Red Bull KTM Factory Team                 | KTM 450 Rally Replica    | 8   | Toby Price            | RallyGP |
| Red Bull KTM Factory Team                 | KTM 450 Rally Replica    | 47  | Kevin Benavides       | RallyGP |
| Red Bull KTM Factory Team                 | KTM 450 Rally Replica    | 52  | Matthias Walkner      | RallyGP |
| BAS World KTM Racing Team                 | KTM 450 Rally Replica    | 9   | Mason Klein           | RallyGP |
| BAS World KTM Racing Team                 | KTM 450 Rally Replica    | 21  | Bradley Cox           | Rally2  |
| BAS World KTM Racing Team                 | KTM 450 Rally Replica    | 37  | Stefano Caimi         | Rally2  |
| BAS World KTM Racing Team                 | KTM 450 Rally Replica    | 41  | Tomás De Gavardo      | Rally2  |
| BAS World KTM Racing Team                 | KTM 450 Rally Replica    | 46  | Paolo Lucci           | Rally2  |
| BAS World KTM Racing Team                 | KTM 450 Rally Replica    | 60  | Francisco Arredondo   | Rally2  |
| BAS World KTM Racing Team                 | KTM 450 Rally Replica    | 68  | Tosha Schareina       | RallyGP |
| BAS World KTM Racing Team                 | KTM 450 Rally Replica    | 69  | Cesar Rojo            | Rally2  |
| Husqvarna Factory Racing                  | Husqvarna FR 450 Rally   | 10  | Skyler Howes          | RallyGP |
| Husqvarna Factory Racing                  | Husqvarna FR 450 Rally   | 77  | Luciano Benavides     | RallyGP |
| Orion - Moto Racing Group                 | KTM 450 Rally Replica    | 12  | Martin Michek         | RallyGP |
| Orion - Moto Racing Group                 | KTM 450 Rally Replica    | 32  | Milan Engel           | Rally2  |
| Hero MotoSports Team Rally                | Hero 450 Rally           | 14  | Sebastian Bühler      | RallyGP |
| Hero MotoSports Team Rally                | Hero 450 Rally           | 16  | Ross Branch           | RallyGP |
| Hero MotoSports Team Rally                | Hero 450 Rally           | 27  | Joaquim Rodrigues     | RallyGP |
| Hero MotoSports Team Rally                | Hero 450 Rally           | 33  | Franco Caimi          | RallyGP |
| Sherco Factory                            | Sherco 450 SEF Rally     | 15  | Lorenzo Santolino     | RallyGP |
| Sherco Factory                            | Sherco 450 SEF Rally     | 19  | Rui Gonçalves         | RallyGP |
| Sherco Factory                            | Sherco 450 SEF Rally     | 20  | Harith Koitha Veettil | RallyGP |
| Team Dumontier Racing                     | Husqvarna FR 450 Rally   | 17  | Romain Dumontier      | Rally2  |
| Team Dumontier Racing                     | Husqvarna FR 450 Rally   | 36  | Jérôme Martiny        | Rally2  |
| Team Dumontier Racing                     | Husqvarna FR 450 Rally   | 75  | Edouard Leconte       | Rally2  |
| Team Dumontier Racing                     | Husqvarna FR 450 Rally   | 118 | Benjamin Lepelley     | Rally2  |
| Duust Rally Team                          | Husqvarna FR 450 Rally   | 23  | Konrad Dąbrowski      | Rally2  |
| Duust Rally Team                          | Husqvarna FR 450 Rally   | 96  | Jacob Argubright      | Rally2  |
| Duust Rally Team                          | Husqvarna FR 450 Rally   | 127 | Lawrence Nilson       | Rally2  |
| Strojrent Racing                          | KTM 450 Rally Replica    | 24  | Jan Brabec            | Rally2  |
| MX Ride Dubai                             | KTM 450 Rally Replica    | 25  | Mohammed Balooshi     | RallyGP |
| MX Ride Dubai                             | KTM 450 Rally Replica    | 71  | Abdullah Al Shatti    | Rally2  |
| Team Casteu                               | Husqvarna FR 450 Rally   | 26  | Camille Chapeliere    | Rally2  |
| Orlen Team                                | Husqvarna FR 450 Rally   | 28  | Maciej Giemza         | RallyGP |
| Rieju Xraids Experience                   | KTM 450 Rally Replica    | 29  | Diego Gamaliel Llanos | Rally2  |
| Rieju Xraids Experience                   | KTM 450 Rally Replica    | 35  | Patricio Cabrera      | Rally2  |
| Rieju Xraids Experience                   | KTM 450 Rally Replica    | 48  | Juan Pedrero García   | Rally2  |
| Rieju Xraids Experience                   | KTM 450 Rally Replica    | 54  | Daniel Nosiglia       | RallyGP |
| Rieju Xraids Experience                   | KTM 450 Rally Replica    | 56  | Sandra Gómez          | Rally2  |
| Rieju Xraids Experience                   | KTM 450 Rally Replica    | 78  | Ali Oukerbouch        | Rally2  |
| Franco Sport Yamaha Racing Team           | Yamaha WR450F Rally      | 30  | Antonio Maio          | RallyGP |
| Nomade Racing                             | KTM 450 Rally Replica    | 31  | Mathieu Doveze        | Rally2  |
| Nomade Racing                             | KTM 450 Rally Replica    | 72  | Philippe Gendron      | Rally2  |
| Nomade Racing                             | KTM 450 Rally Replica    | 76  | Jean-Loup Lepan       | Rally2  |
| Nomade Racing                             | KTM 450 Rally Replica    | 107 | Lorenzo Maestrami     | Rally2  |
| Nomade Racing                             | KTM 450 Rally Replica    | 110 | Pierre Peyrard        | Rally2  |
| Nomade Racing                             | KTM 450 Rally Replica    | 123 | Rodolphe de Palmas    | Rally2  |
| Nomade Racing                             | KTM 450 Rally Replica    | 137 | Mathieu Troquier      | Rally2  |
| Autonet Motorcycle Team                   | KTM 450 Rally Replica    | 34  | Emanuel Gyenes        | Rally2  |
| Joyride Race Service                      | KTM 450 Rally Replica    | 38  | Eduardo Iglesias      | Rally2  |
| Joyride Race Service                      | KTM 450 Rally Replica    | 92  | Ignacio Sanchis       | Rally2  |
| Joyride Race Service                      | Husqvarna FR 450 Rally   | 93  | Thomas Kongshøj       | Rally2  |
| Team Esprit KTM                           | KTM 450 Rally Replica    | 39  | Benjamin Melot        | Rally2  |
| HT Rally Raid Husqvarna Racing            | Husqvarna FR 450 Rally   | 40  | Charan Moore          | Rally2  |
| HT Rally Raid Husqvarna Racing            | Husqvarna FR 450 Rally   | 44  | Mirjam Pol            | Rally2  |
| HT Rally Raid Husqvarna Racing            | Husqvarna FR 450 Rally   | 53  | Toni Mulec            | Rally2  |
| HT Rally Raid Husqvarna Racing            | Husqvarna FR 450 Rally   | 111 | Michael Docherty      | Rally2  |
| HT Rally Raid Husqvarna Racing            | Husqvarna FR 450 Rally   | 120 | Wesley Aaldering      | Rally2  |
| HT Rally Raid Husqvarna Racing            | Husqvarna FR 450 Rally   | 121 | Stevan Wilken         | Rally2  |
| HT Rally Raid Husqvarna Racing            | Husqvarna FR 450 Rally   | 122 | Gareth Jones          | Rally2  |
| Crédit Agricola - Mario Patrão Motorsport | KTM 450 Rally Replica    | 43  | Mario Patrão          | Rally2  |
| SP Moto Bohemia Racing Team               | KTM 450 Rally Replica    | 45  | David Pabiška         | Rally2  |
| Team Lucky Explorer                       | KTM 450 Rally Replica    | 49  | Cesare Zacchetti      | Rally2  |
| Simon Marčič                              | Husqvarna FR 450 Rally   | 50  | Simon Marčič          | Rally2  |
| Melilla Sport Capital                     | Husqvarna FR 450 Rally   | 51  | Rachid Al-Lal Lahadil | Rally2  |
| Wu Pa Da Hai Dao Rally Team               | KTM 450 Rally Replica    | 55  | Zaker Yakp            | Rally2  |
| Wu Pa Da Hai Dao Rally Team               | KTM 450 Rally Replica    | 58  | Zhang Min             | Rally2  |
| Wu Pa Da Hai Dao Rally Team               | KTM 450 Rally Replica    | 61  | Zhao Hongyi           | Rally2  |
| Makis Rees-Stavros                        | Husqvarna FR 450 Rally   | 57  | Makis Rees-Stavros    | Rally2  |
| M3 Rally Team                             | KTM 450 Rally Replica    | 59  | John William Medina   | Rally2  |
| Detyens Racing                            | KTM 450 Rally Replica    | 63  | Petr Vlček            | Rally2  |
| Pedrega Team                              | Husqvarna FR 450 Rally   | 64  | Josep Mas Arcos       | Rally2  |
| Pedrega Team                              | KTM 450 Rally Replica    | 95  | Nicolas Cardona       | Rally2  |
| Pedrega Team                              | KTM 450 Rally Replica    | 132 | Javier San José       | Rally2  |
| Pedrega Team                              | KTM 450 Rally Replica    | 133 | Ruben Saldaña         | Rally2  |
| Chollet Racing Team                       | KTM 450 Rally Replica    | 65  | Guillaume Chollet     | Rally2  |
| Fantic Rally Team                         | Fantic 450 Rally         | 66  | Alex Salvini          | Rally2  |
| Fantic Rally Team                         | Fantic 450 Rally         | 67  | Franco Picco          | Rally2  |
| Saudi Dirtbike Center                     | Husqvarna FR 450 Rally   | 70  | Mishal Alghuneim      | Rally2  |
| Rally POV                                 | Fantic 450 Rally         | 73  | Tiziano Interno       | Rally2  |
| Comas Moto VTA                            | GasGas 450 Rally Factory | 74  | Michael Jacobi        | Rally2  |
| Podmol Dakar Team                         | Husqvarna FR 450 Rally   | 79  | Libor Podmol          | Rally2  |
| Rich Energy OMG Racing                    | GasGas 450 Rally Factory | 80  | James Martyn Hillier  | Rally2  |
| Kove Rally Team                           | Kove 450                 | 81  | Ming Ji Fang          | Rally2  |
| Kove Rally Team                           | Kove 450                 | 85  | Liansong Deng         | Rally2  |
| Kove Rally Team                           | Kove 450                 | 89  | Sunier Sunier         | Rally2  |
| Saghmeister Team                          | KTM 450 Rally Replica    | 82  | Gabor Saghmeister     | Rally2  |
| Drag'On Rally Team                        | KTM 450 Rally Replica    | 83  | Julien Jagu           | Rally2  |
| Drag'On Rally Team                        | Yamaha WR450F Rally      | 98  | Fabien Domas          | Rally2  |
| Team All Tracks                           | KTM 450 Rally Replica    | 86  | Charlie Herbst        | Rally2  |
| Tecnosport                                | KTM 450 Rally Replica    | 87  | Lorenzo Fanottoli     | Rally2  |
| Team RS Concept                           | KTM 450 Rally Replica    | 88  | Cédric Jacques        | Rally2  |
| Team RS Concept                           | KTM 450 Rally Replica    | 106 | Bertrand Gavard       | Rally2  |
| Team RS Concept                           | GasGas 450 Rally Factory | 114 | Neels Theric          | Rally2  |
| ASP Rope Access International             | KTM 450 Rally Replica    | 90  | Kirsten Landman       | Rally2  |
| Wiedemannn Motorsports                    | KTM 450 Rally Replica    | 91  | Mike Wiedemannn       | Rally2  |
| Pont Grup Yamaha                          | Yamaha WR450F Rally      | 99  | Javi Vega             | Rally2  |
| Stuart Gregory                            | KTM 450 Rally Replica    | 100 | Stuart Gregory        | Rally2  |
| American Rally Originals                  | KTM 450 Rally Replica    | 101 | Kyle McCoy            | Rally2  |
| American Rally Originals                  | KTM 450 Rally Replica    | 102 | Paul Neff             | Rally2  |
| American Rally Originals                  | KTM 450 Rally Replica    | 103 | David Pearson         | Rally2  |
| American Rally Originals                  | KTM 450 Rally Replica    | 104 | James Pearson         | Rally2  |
| American Rally Originals                  | KTM 450 Rally Replica    | 105 | Morrison Hart         | Rally2  |
| RS Moto Racing Team                       | Honda CRF450 Rally       | 108 | Julien Barthélémy     | Rally2  |
| RS Moto Racing Team                       | Honda CRF450 Rally       | 109 | Kévin Durand          | Rally2  |
| RS Moto Racing Team                       | Honda CRF450 Rally       | 130 | Eufrasio Anghileri    | Rally2  |
| Outsider                                  | Yamaha WR450F Rally      | 112 | Arnault Chardron      | Rally2  |
| Diputación de Cuenca                      | KTM 450 Rally Replica    | 116 | Fernando Domínguez    | Rally2  |
| Ottavio Missoni                           | Honda CRF450 Rally       | 117 | Ottavio Missoni       | Rally2  |
| Loïs d'Abbadie                            | Husqvarna FR 450 Rally   | 119 | Loïs d'Abbadie        | Rally2  |
| Solarys Racing                            | Husqvarna FR 450 Rally   | 124 | Tommaso Montanari     | Rally2  |
| Solarys Racing                            | KTM 450 Rally Replica    | 125 | Iader Giraldi         | Rally2  |
| Réunion Rallye Raid                       | Husqvarna FR 450 Rally   | 126 | Stéphane Hamard       | Rally2  |
| Clément Razy                              | KTM 450 Rally Replica    | 128 | Clément Razy          | Rally2  |
| Happyness Racing Igoa Moto                | KTM 450 Rally Replica    | 129 | David Gaits           | Rally2  |
| KTM Namura Bikes                          | KTM 450 Rally Replica    | 131 | Sergio Vaquero        | Rally2  |
| Slovnaft Team                             | KTM 450 Rally Replica    | 142 | Štefan Svitko         | RallyGP |

### Quad
| Scuderia                      | Quad                     | #   | Pilota            |
| ----------------------------- | ------------------------ | --- | ----------------- |
| Yamaha Racing - SMX - Drag'On | Yamaha Raptor 700        | 151 | Alexandre Giroud  |
| 7240 Team                     | Yamaha Raptor 700        | 152 | Manuel Andujar    |
| Varga Motorsport Team         | Yamaha Raptor 700        | 153 | Juraj Varga       |
| Drag'On Rally Team            | Yamaha Raptor 700        | 154 | Francisco Moreno  |
| Drag'On Rally Team            | Yamaha Raptor 700        | 160 | Axel Dutrie       |
| Drag'On Rally Team            | Yamaha Raptor 700        | 169 | Alejandro Fantoni |
| Orlen Team                    | Yamaha Raptor 700        | 155 | Kamil Wiśniewski  |
| Barth Racing Team             | Yamaha Raptor 700        | 156 | Zdeněk Tůma       |
| Verza Rally Team              | Yamaha Raptor 700        | 158 | Carlos Verza      |
| Taguatur Racing Team          | Yamaha Raptor 700        | 159 | Marcelo Medeiros  |
| Story Racing S.R.O.           | Yamaha Raptor 700        | 162 | Laisvydas Kancius |
| Del Amo Motorsports by Motul  | Yamaha Raptor 700        | 163 | Pablo Copetti     |
| Visit Sant Antoni - Ibiza     | Yamaha Raptor 700        | 164 | Toni Vingut       |
| Team All Tracks               | Yamaha Raptor 700        | 165 | Sébastien Souday  |
| Enrico Racing Team            | Yamaha Raptor 700        | 166 | Giovanni Enrico   |
| A.AHLI92 RACING               | Yamaha Raptor 700        | 167 | Abdulaziz Ahli    |
| MED Team                      | Can-Am Renegade X xc 850 | 168 | Julio Estanguet   |
| Happyness Racing              | Yamaha Raptor 700        | 170 | Xavier Verbeke    |
| DV4 powered by Motul          | Yamaha Raptor 700        | 171 | Daniel Vila       |

### Auto
| Scuderia                                 | Auto                              | #   | Pilota                   | Copilota               | Classe |
| ---------------------------------------- | --------------------------------- | --- | ------------------------ | ---------------------- | ------ |
| Toyota Gazoo Racing                      | Toyota GR DKR Hilux               | 200 | Nasser Al-Attiyah        | Matthieu Baumel        | T1+    |
| Toyota Gazoo Racing                      | Toyota GR DKR Hilux               | 205 | Giniel de Villiers       | Dennis Murphy          | T1+    |
| Toyota Gazoo Racing                      | Toyota GR DKR Hilux               | 217 | Henk Lategan             | Brett Cummings         | T1+    |
| Bahrain Raid Xtreme                      | BRX Hunter                        | 201 | Sébastien Loeb           | Fabian Lurquin         | T1+    |
| Bahrain Raid Xtreme                      | BRX Hunter                        | 208 | Orlando Terranova        | Alex Haro              | T1+    |
| Overdrive Racing                         | Toyota Hilux                      | 202 | Yazeed Al-Rajhi          | Dirk Von Zitzewitz     | T1+    |
| Overdrive Racing                         | Toyota Hilux                      | 215 | Erik van Loon            | Sébastien Delaunay     | T1+    |
| Overdrive Racing                         | Toyota Hilux                      | 219 | Lionel Baud              | Rémi Boulanger         | T1+    |
| Overdrive Racing                         | Toyota Hilux                      | 220 | Juan Yacopini            | Daniel Oliveras        | T1+    |
| Overdrive Racing                         | Toyota Hilux                      | 230 | Lucas Moraes             | Timo Gottschalk        | T1+    |
| Overdrive Racing                         | Toyota Hilux                      | 241 | Andrea Lafarja           | Ashley García          | T1+    |
| X-raid Mini JCW Team                     | Mini John Cooper Works Rally Plus | 203 | Jakub Przygoński         | Armand Monleón         | T1+    |
| X-raid Mini JCW Team                     | Mini John Cooper Works Rally Plus | 212 | Sebastián Halpern        | Bernardo Graue         | T1+    |
| X-raid Mini JCW Team                     | Mini John Cooper Works Buggy      | 221 | Khalid Al Qassimi        | Ola Fløene             | T1.2   |
| X-raid Mini JCW Team                     | Mini John Cooper Works Buggy      | 238 | Denis Krotov             | Konstantin Žiltsov     | T1.2   |
| Team Audi Sport                          | Audi RS Q e-tron                  | 204 | Stéphane Peterhansel     | Edouard Boulanger      | T1.U   |
| Team Audi Sport                          | Audi RS Q e-tron                  | 207 | Carlos Sainz             | Lucas Cruz             | T1.U   |
| Team Audi Sport                          | Audi RS Q e-tron                  | 211 | Mattias Ekström          | Emil Bergkvist         | T1.U   |
| GCK Motorsport                           | BRX Hunter                        | 206 | Guerlain Chicherit       | Alex Winocq            | T1+    |
| Century Racing Factory Team              | Century CR6                       | 209 | Mathieu Serradori        | Loic Minaudier         | T1.2   |
| Century Racing Factory Team              | Century CR6                       | 216 | Brian Baragwanath        | Leonard Cremer         | T1.2   |
| Orlen Benzina Team                       | Ford Raptor RS Cross Country      | 210 | Martin Prokop            | Viktor Chytka          | T1+    |
| Teltonika Racing                         | BRX Hunter                        | 213 | Vaidotas Žala            | Paulo Fiúza            | T1+    |
| Toyota Gazoo Racing Baltics              | Toyota GR DKR Hilux               | 214 | Benediktas Vanagas       | Kuldar Sikk            | T1+    |
| MD Rallye Sport                          | MD Rallye Sport Optimus           | 218 | Christian Lavieille      | Valentin Sarreaud      | T1.2   |
| MD Rallye Sport                          | MD Rallye Sport Optimus           | 223 | Pierre Lachaume          | Francois Beguin        | T1.2   |
| MD Rallye Sport                          | MD Rallye Sport Optimus           | 228 | Jean Remy Bergounhe      | Lionel Costes          | T1.2   |
| MD Rallye Sport                          | MD Rallye Sport Optimus           | 232 | Jérôme Pélichet          | Pascal Larroque        | T1.2   |
| MD Rallye Sport                          | MD Rallye Sport Optimus           | 236 | Simon Vitse              | Frédéric Lefebvre      | T1.2   |
| MD Rallye Sport                          | MD Rallye Sport Optimus           | 239 | Pascal Thomasse          | Gérard Dubuy           | T1.2   |
| MD Rallye Sport                          | MD Rallye Sport Optimus           | 253 | Jean Pierre Strugo       | Christophe Crespo      | T1.2   |
| MD Rallye Sport                          | MD Rallye Sport Optimus           | 262 | Ludovic Gherardi         | François Borsotto      | T1.2   |
| MD Rallye Sport                          | MD Rallye Sport Optimus           | 276 | Jean-Philippe Beziat     | Vincent Albira         | T1.2   |
| Astara Team                              | Astara 01 Concept                 | 222 | Laia Sanz                | Maurizio Gerini        | T1.2   |
| Astara Team                              | Astara 01 Concept                 | 234 | Óscar Fuertes            | Diego Vallejo          | T1.2   |
| Astara Team                              | Astara 01 Concept                 | 242 | Carlos Checa             | Marc Solà              | T1.2   |
| Astara Team                              | Century CR6                       | 255 | Sergio Vallejo           | Mario Gonzalez         | T1.2   |
| HanWei Motorsport Team                   | SMG HW2021                        | 224 | Wei Han                  | Li Ma                  | T1.2   |
| HanWei Motorsport Team                   | SMG HW2021                        | 237 | Po Tian                  | Xuanyi Du              | T1.2   |
| Offroadsport                             | Ford F-150 EVO                    | 225 | Miroslav Zapletal        | Marek Sýkora           | T1.1   |
| Coronel Dakar Team                       | Century CR6                       | 227 | Tim Coronel              | Tom Coronel            | T1.2   |
| Coronel Dakar Team                       | Century CR6                       | 247 | Michel Kremer            | Thomas de Bois         | T1.2   |
| Repsol Toyota Rally Team                 | Toyota Hilux                      | 229 | Isidre Esteve Pujol      | Txema Villalobos       | T1+    |
| Rebellion Racing                         | Toyota GR DKR Hilux               | 231 | Romain Dumas             | Max Delfino            | T1+    |
| Rebellion Racing                         | Toyota GR DKR Hilux               | 251 | Alexandre Pesci          | Stephan Kuhni          | T1+    |
| BAIC ORV                                 | BAIC BJ40                         | 233 | Guoyu Zhang              | Jean-Pierre Garcin     | T1+    |
| BAIC ORV                                 | BAIC BJ40                         | 248 | Zi Yunliang              | He Sha                 | T1+    |
| PS Laser                                 | Nissan Navara                     | 235 | Daniel Schröder          | Ryan Bland             | T1.1   |
| Petrus Racing                            | MD Rallye Sport Optimus           | 240 | Gintas Petrus            | José Marques           | T1.2   |
| Bastion Hotels Dakar Team                | Toyota Hilux                      | 243 | Maik Willems             | Robert van Pelt        | T1.1   |
| Red-Lined TBR                            | Nissan Navara                     | 245 | Thomas Bell              | Gerhard Schutte        | T1.1   |
| Toyota Auto Body                         | Toyota Land Cruiser V8            | 246 | Akira Miura              | Laurent Lichtleuchter  | T2     |
| Toyota Auto Body                         | Toyota Land Cruiser V8            | 250 | Ronald Basso             | Jean Michel Polato     | T2     |
| Altwijri Racing Team                     | Nissan Navara                     | 249 | Mohamad Altwijri         | Yasser Alhajjaj        | T1.1   |
| Team 100% Sud-Ouest                      | Sodicars BV2                      | 252 | Gerard Tramoni           | Dominique Totain       | T1.2   |
| Off Road Concept                         | MD Rallye Sport Optimus           | 254 | Hugues Moilet            | Olivier Imschoot       | T1.2   |
| Off Road Concept                         | Century CR6                       | 264 | Antoine Galland          | David Kripal           | T1.2   |
| Feryn Dakar Team                         | Toyota Land Cruiser               | 257 | Koen Wauters             | Pascal Feryn           | T2     |
| Feryn Dakar Team                         | Toyota Land Cruiser               | 268 | Tom de Leeuw             | Cedric Feryn           | T2     |
| Sodicars Racing                          | Sodicars BV2                      | 256 | Manuel Plaza             | Monica Plaza           | T1.2   |
| Sodicars Racing                          | Sodicars BV2                      | 261 | Philippe Raud            | Maxime Raud            | T1.2   |
| Sodicars Racing                          | Sodicars BV2                      | 267 | Roger Audas              | Patrick Prot           | T1.2   |
| Team FJ                                  | Century CR6                       | 258 | Yannick Panagiotis       | Valérie Panagiotis     | T1.2   |
| Ibrahim Almuhna                          | Nissan Patrol                     | 259 | Ibrahim Almuhna          | Saud Altamimi          | T2     |
| Ibrahim Almuhna                          | Isuzu D-Max                       | 260 | Abdulaziz Alyaeesh       |                        | T2     |
| Oase Motorsport                          | Nissan Navara                     | 263 | Ronald van Loon          | Erik Lemmen            | T1.1   |
| DaklaPack Rallysport                     | Nissan Navara                     | 266 | Dave Klaassen            | Tessa Rooth            | T1.1   |
| Proxcars TME Rally Team                  | Toyota Hilux                      | 269 | Magdalena Zając          | Jacek Czachor          | T1.1   |
| Workoutland ACCR Czech Team              | Ford F-150 Raptor                 | 270 | Karel Trněný             | Milan Horyl            | T1.1   |
| Federation of Automobile Sport of Turkme | Nissan Patrol                     | 271 | Gurbanberdi Danatarow    | Didar Orazmedow        | T2     |
| Federation of Automobile Sport of Turkme | Nissan Patrol                     | 272 | Hydyrberdi Abduhrahmanov | Muhammetmyrat Gurbanov | T2     |
| Rally Raid Estonia                       | Toyota Hilux                      | 275 | Urvo Männama             | Risto Lepik            | T1+    |
| Xtremeplus Polaris Factory Team          | Toyota Land Cruiser               | 278 | Marco Piana              | Nicolas Garnier        | T1.1   |

### Prototipi leggeri
| Scuderia                               | Auto                  | #   | Pilota                   | Copilota                |
| -------------------------------------- | --------------------- | --- | ------------------------ | ----------------------- |
| Red Bull Can-Am Factory Team           | Can-Am Maverick X rs  | 300 | Francisco López          | Juan Pablo Latrach      |
| Red Bull Can-Am Factory Team           | Can-Am Maverick X rs  | 302 | Cristina Gutiérrez       | Pablo Moreno            |
| South Racing Can-Am                    | Can-Am Maverick X rs  | 308 | Fernando Álvarez         | Xavier Panseri          |
| South Racing Can-Am                    | Can-Am Maverick X rs  | 312 | Dania Akeel              | Sergio Lafuente         |
| South Racing Can-Am                    | Can-Am Maverick X rs  | 319 | Hélder Rodrigues         | Gonçalo Reis            |
| South Racing Can-Am                    | Can-Am Maverick X rs  | 320 | Mashael Alobaidan        | Paolo Ceci              |
| South Racing Can-Am                    | Can-Am Maverick X rs  | 327 | Anja van Loon            | Dmytro Ksyro            |
| South Racing Can-Am                    | Can-Am Maverick X rs  | 329 | David Zille              | Sebastian Cesana        |
| South Racing Can-Am                    | Can-Am Maverick X rs  | 335 | Lucas Del Rio            | Bruno Jacomy            |
| South Racing Can-Am                    | Can-Am Maverick X rs  | 341 | Geoff Minnitt            | Gerhard Snyman          |
| South Racing Can-Am                    | Can-Am Maverick X rs  | 348 | António Marmolejo        | Ariel Jatón             |
| Red Bull Off-Road JR Team USA By BFG   | Can-Am Maverick X rs  | 301 | Seth Quintero            | Dennis Zenz             |
| Red Bull Off-Road JR Team USA By BFG   | Can-Am Maverick X rs  | 303 | Austin Jones             | Gustavo Gugelmin        |
| Red Bull Off-Road JR Team USA By BFG   | MCE-5 Development T3M | 314 | Mitchell Guthrie         | Kellon Walch            |
| Grallyteam                             | Overdrive OT3         | 304 | Guillaume De Mévius      | François Cazalet        |
| Grallyteam                             | Overdrive OT3         | 339 | Ebenhaezer Basson        | Bertus Pienaar          |
| FN Speed Team                          | Can-Am Maverick X3    | 305 | Santiago Navarro         | Adrien Metge            |
| FN Speed Team                          | Can-Am Maverick X3    | 318 | Joan Font                | Themis López            |
| FN Speed Team                          | Can-Am Maverick X3    | 324 | Jordi Segura             | Sergi Brugué            |
| FN Speed Team                          | Can-Am Maverick X3    | 330 | Javier Vélez             | Mateo Moreno            |
| FN Speed Team                          | Can-Am Maverick X3    | 336 | Brad Salazar             | Eugenio Arrieta         |
| JLC Racing                             | PH-Sport Zephyr       | 306 | Jean-Luc Ceccaldi-Pisson | Cédric Duplé            |
| X-raid Yamaha Supported Team           | Yamaha YXZ1000R Turbo | 307 | Annett Fischer           | Annie Seel              |
| X-raid Yamaha Supported Team           | Yamaha YXZ1000R Turbo | 311 | Camelia Liparoti         | Xavier Blanco           |
| X-raid Yamaha Supported Team           | Yamaha YXZ1000R Turbo | 321 | Ahmed Alkuwari           | Manuel Lucchese         |
| X-raid Yamaha Supported Team           | Yamaha YXZ1000R Turbo | 322 | Ignacio Casale           | Alvaro Leon             |
| X-raid Yamaha Supported Team           | Yamaha YXZ1000R Turbo | 323 | Merce Marti              | Lisette Bakker          |
| X-raid Yamaha Supported Team           | Yamaha YXZ1000R Turbo | 328 | Ricardo Porém            | Agusto Sanz             |
| X-raid Yamaha Supported Team           | Yamaha YXZ1000R Turbo | 337 | João Ferreira            | Filipe Palmeiro         |
| Black Horse Team                       | Can-Am Maverick X3    | 309 | Saleh Alsaif             | João Vitoria Re         |
| MMP Competition                        | Can-Am Maverick X3    | 315 | Michael Pisano           | Mayeul Barbet           |
| MMP Competition                        | Can-Am Maverick X3    | 325 | Jean-Pascal Besson       | Delphine Delfino        |
| MMP Competition                        | Can-Am Maverick X3    | 342 | Benjamin Lattard         | Patrick Jimbert         |
| Team PH-Sport                          | PH-Sport Zephyr       | 317 | Antoine Méo              | Fabien Planet           |
| Foj Motorsport                         | AMS Oryx T3           | 326 | Xavier Foj               | Antonio Angulo          |
| Al Jafla Racing                        | Toyota Hilux          | 331 | Khalid Al Jafla          | Andrei Rudnitski        |
| Team BBR / Pole Position 77            | Can-Am Maverick X3    | 332 | Claude Fournier          | Arnold Brucy            |
| Team BBR / Pole Position 77            | Can-Am Maverick X3    | 346 | Pâmela Bozzano           | Carlos Sachs            |
| Team BBR / Pole Position 77            | Can-Am Maverick X3    | 347 | Enio Bozzano Junior      | Luciano Gómez           |
| RM Sport                               | Can-Am Maverick X3    | 334 | José Castan              | Jean-François Palissier |
| TH-Trucks Canarias Team                | Can-Am Maverick X3    | 338 | Rafael Lesmes            | Eduardo Naval           |
| Arcane Racing                          | Arcane T3             | 340 | Hans Weijs               | Rudolf Meijer           |
| Arcane Racing                          | Arcane T3             | 343 | Roger Grouwels           | Maurice van Weersch     |
| Buggyra ZM Racing                      | Can-Am DV 21          | 344 | Aliyyah Koloc            | Stéphane Duplé          |
| Buggyra ZM Racing                      | Can-Am DV 21          | 345 | Josef Machacek           | David Schovanek         |
| Buggy Masters Team                     | Can-Am Maverick X3    | 349 | Alfredo Rubio            | Luis San Antonio        |
| Proracing Competicion Rallye Servicios | Can-Am Maverick X3    | 350 | Patricia Gago            | Ruben García            |

### SSV
| Scuderia                             | Auto                 | #   | Pilota                    | Copilota                 |
| ------------------------------------ | -------------------- | --- | ------------------------- | ------------------------ |
| Red Bull Can-Am Factory Team         | Can-Am Maverick X rs | 400 | Rokas Baciuška            | Oriol Vidal              |
| South Racing Can-Am                  | Can-Am Maverick X rs | 402 | Gerard Farrés             | Diego Ortega             |
| South Racing Can-Am                  | Can-Am Maverick X rs | 406 | Rodrigo Luppi             | Maykel Justo             |
| South Racing Can-Am                  | Can-Am Maverick X rs | 409 | Bruno Conti               | Pedro Bianchi            |
| South Racing Can-Am                  | Can-Am Maverick X rs | 410 | Yasir Seaidan             | Aleksej Kuzmič           |
| South Racing Can-Am                  | Can-Am Maverick X rs | 412 | Jeremías González Ferioli | Pedro Rinaldi            |
| South Racing Can-Am                  | Can-Am Maverick X rs | 414 | Molly Taylor              | Andrew Short             |
| South Racing Can-Am                  | Can-Am Maverick X rs | 430 | Sebastian Guayasamin      | Ricardo Torlaschi        |
| South Racing Can-Am                  | Can-Am Maverick X rs | 437 | Cristiano Batista         | Fausto Mota              |
| South Racing Can-Am                  | Can-Am Maverick X rs | 440 | Gert-Jan van der Valk     | Branco de Lange          |
| Energylandia Rally Team              | Can-Am Maverick X rs | 401 | Marek Goczał              | Maciej Marton            |
| Energylandia Rally Team              | Can-Am Maverick X rs | 405 | Michał Goczał             | Szymon Gospodarczyk      |
| Energylandia Rally Team              | Can-Am Maverick X rs | 428 | Eryk Goczał               | Oriol Mena               |
| FN Speed Team                        | Can-Am Maverick X rs | 407 | Pau Navarro               | Michaël Metge            |
| FN Speed Team                        | Can-Am Maverick X rs | 419 | Juan Manuel Silva         | Xavier Flick             |
| FN Speed Team                        | Can-Am Maverick X rs | 423 | Juan Medero               | Javier Ventaja           |
| FN Speed Team                        | Can-Am Maverick X rs | 448 | Luis Diaz                 | Stanley Sherrington      |
| Team BBR/Pole Position 77            | Can-Am Maverick X rs | 408 | Éric Abel                 | Serge Gounon             |
| Nicolás Cavigliasso                  | Can-Am Maverick X rs | 411 | Nicolás Cavigliasso       | Valentina Pertegarini    |
| Sébastien Loeb Racing - Bardahl Team | Polaris RZR Pro R    | 415 | Xavier De Soultrait       | Martin Bonnet            |
| Sébastien Loeb Racing - Bardahl Team | Polaris RZR Pro R    | 418 | Florent Vayssade          | Nicolas Rey              |
| Tomas Jančys                         | Can-Am Maverick X rs | 416 | Tomas Jančys              | Irmantas Bražiūnas       |
| Mozambique 2023                      | Can-Am Maverick X rs | 417 | Paulo Oliveira            | Miguel Alberty           |
| Xtremeplus Polaris Factory Team      | Polaris RZR Pro R    | 420 | Pietro Cinotto            | Alberto Bertoldi         |
| Xtremeplus Polaris Factory Team      | Polaris RZR Pro R    | 429 | Jean-Claude Pla           | Cyril Pla                |
| Xtremeplus Polaris Factory Team      | Polaris RZR Pro R    | 432 | Ferdinando Brachetti      | Matteo Casuccio          |
| Xtremeplus Polaris Factory Team      | Polaris RZR Pro R    | 435 | Michele Cinotto           | Maurizio Dominella       |
| Xtremeplus Polaris Factory Team      | Polaris RZR Pro R    | 439 | Shinsuke Umeda            | Facundo Jaton            |
| Xtremeplus Polaris Factory Team      | Polaris RZR Pro R    | 442 | Carlo Cinotto             | Marco Arnoletti          |
| Dakar Team Spierings                 | Can-Am Maverick X rs | 421 | Paul Spierings            | Jan-Pieter van der Stelt |
| Team Casteu                          | Can-Am Maverick X rs | 422 | Nicolas Brabeck-Letmathe  | Brice Aloth              |
| FS 21                                | Can-Am Maverick X rs | 424 | Frédéric Chesneau         | Stéphane Chesneau        |
| Redmoto Estonia                      | Can-Am Maverick X rs | 425 | Toomas Triisa             | Mart Meeru               |
| Orion Dakar Team                     | Can-Am Maverick X rs | 426 | Emilija Gelažninkienė     | Arūnas Gelažninkas       |
| TH-Trucks Canarias Team              | Can-Am Maverick X rs | 427 | Pedro Peñate              | Rosa Font                |
| Sodicars Racing                      | Can-Am Maverick X rs | 431 | Ramón Núñez               | Mauro Lipez              |
| Scuderia Ramilo                      | Can-Am Maverick X rs | 433 | Ricardo Ramilo            | David Ribeiro            |
| MMP Competition                      | Can-Am Maverick X rs | 434 | Christophe Cresp          | Jean Brucy               |
| MMP Competition                      | Can-Am Maverick X rs | 441 | Stéphane Consani          | Thibault de la Haye      |
| MMP Competition                      | Can-Am Maverick X rs | 446 | Christophe Baillet        | Jean-Louis Herbeth       |
| My X Racing                          | Can-Am Maverick X rs | 436 | Benoît Lepiètre           | Peter Serra              |
| Drag'On Rally Team                   | Can-Am Maverick X rs | 438 | Éric Croquelois           | Jean-Luc Martin          |
| Buggy Masters Team                   | Can-Am Maverick X rs | 443 | Oscar Ral                 | Carlos Jimenez           |
| Patriots Racing Team                 | Can-Am Maverick X rs | 444 | Carlos Vento              | Carlos Ruiz              |
| HRT Technology                       | Can-Am Maverick X rs | 447 | Rebecca Busi              | Giulia Maroni            |
| Gaia Motorsports                     | Can-Am Maverick X rs | 469 | Jeffrey Otten             | Marco Bouman             |

### Camion
| Scuderia                          | Auto                 | #   | Pilota                 | Copilota              | Meccanico               |
| --------------------------------- | -------------------- | --- | ---------------------- | --------------------- | ----------------------- |
| Project 2030                      | Iveco Powerstar      | 500 | Kees Koolen            | Wouter de Graaf       | Wouter Rozegaar         |
| MM Technology                     | Iveco Powerstar      | 501 | Martin Macík           | František Tomášek     | David Švanda            |
| MM Technology                     | Iveco Powerstar      | 515 | Claudio Bellina        | Bruno Gotti           | Giulio Minetti          |
| Boss Machinery Team de Rooy Iveco | Iveco Powerstar      | 502 | Janus van Kasteren     | Darek Rodewald        | Marcel Snijders         |
| Boss Machinery Team de Rooy Iveco | Iveco Powerstar      | 504 | Victor Versteijnen     | Andreas van der Sande | Teun van Dal            |
| Eurol Team de Rooy Iveco          | Iveco Powerstar      | 506 | Martin van den Brink   | Rijk Mouw             | Erik Kofman             |
| Eurol Team de Rooy Iveco          | Iveco Powerstar      | 511 | Mitchell van den Brink | Jarno van de Pol      | Moisès Torrallardona    |
| Tatra Buggyra ZM Racing           | Tatra Phoenix        | 503 | Martin Šoltys          | Roman Krejčí          | David Hoffmann          |
| Tatra Buggyra ZM Racing           | Tatra Phoenix        | 505 | Jaroslav Valtr         | Rene Kilian           | Tomáš Šikola            |
| Tatra Buggyra Slovakia            | Tatra Phoenix        | 531 | Robert Kasak           | Tomáš Kazarka         | Jaroslav Kolář          |
| Riwald Dakar Team                 | Renault C460 Hybrid  | 507 | Pascal de Baar         | Stefan Slootjes       | Marcin Krüger           |
| Riwald Dakar Team                 | Renault C460 Hybrid  | 520 | Gert Huzink            | Rob Buursen           | Martin Roesink          |
| Riwald Dakar Team                 | Renault K520         | 538 | Adwin Hoondert         | Jasper Riezebos       | Erwin de Vos            |
| Instaforex Loprais Praga          | Praga V4S DKR        | 508 | Aleš Loprais           | Petr Pokora           | Jaroslav Valtr          |
| FESH FESH Team                    | Tatra Jamal          | 509 | Tomáš Vrátný           | Jaromír Martinec      | Bartłomiej Boba         |
| FESH FESH Team                    | Tatra Jamal          | 514 | Vaidotas Paškevičius   | Tomas Gužauskas       | Slavomir Volkov         |
| FESH FESH Team                    | Ford Cargo 4X4       | 523 | Albert Llovera         | Margot Llobera        | Petr Vojkovský          |
| Firemen Dakar Team                | Iveco Powerstar      | 510 | Richard de Groot       | Mark Laan             | Jan Hulsebosch          |
| Fried van de Laar Racing          | Iveco Powerstar      | 512 | Ben van de Laar        | Jan van de Laar       | Adolph Huijgens         |
| DDW Rally Team                    | Iveco Powerstar      | 516 | Egbert Wingens         | Marije van Ettekoven  | Marijn Beekmans         |
| De Groot Sport                    | Iveco Powerstar      | 517 | Ben de Groot           | Tom Brekelmans        | Govert Boogaard         |
| De Groot Sport                    | DAF CF75             | 526 | Ad Hofmans             | Remon van der Steen   | Mark Salomons           |
| South Racing Service              | MAN TGA              | 518 | Mathias Behringer      | Hugo Kupper           | Robert Striebe          |
| South Racing Service              | Tatra 815            | 536 | Tomáš Tomeček          | Niccolò Funaioli      | Ard Munster             |
| South Racing Service              | MAN TGS              | 546 | Stefan Henken          | Philipp Rettig        | Michael Helminger       |
| Hino Team Sugawara                | Hino 600 Hybrid      | 519 | Teruhito Sugawara      | Hirokazu Somemiya     | Yuji Mochizuki          |
| Stichting Rainbow Truck Team      | MAN TGA              | 521 | Gerrit Zuurmond        | Tjeerd van Ballegooy  | Klaas Kwakkel           |
| KH7 Epsilon                       | MAN TGA              | 522 | Jordi Juvanteny        | José Luis Criado      | Jordi Ballbé            |
| TH-Trucks                         | MAN TGA              | 524 | Umberto Fiori          | Dario de Lorenzo      | Aldo de Lorenzo         |
| TH-Trucks                         | Scania Torpedo       | 525 | Alberto Herrero        | Susana Hernando       | Mario Rodríguez         |
| TH-Trucks                         | Scania Torpedo       | 527 | Rafael Tibau           | Arnald Bastida        | Jordi Esteve Oro        |
| Eurol Rallysport                  | Iveco Trakker        | 528 | Nico Stijnen           | Joël Ebbers           | Christiaan van der Haar |
| X-raid Yamaha Supported Team      | MAN TGA              | 529 | Dave Ingels            | Johannes Schotanus    | Joao Dias               |
| Qualisport Racing                 | Scania Torpedo       | 530 | Miklós Kovács          | Péter Czeglédi        | Ács László              |
| Team Boucou                       | Iveco Trakker        | 532 | José Martins           | Jérémie Gimbre        | Eric Simonin            |
| Team Boucou                       | MAN TGA              | 553 | Sébastien Fargeas      | Armando Loureiro      | Luc Fertin              |
| Team Boucou                       | Renault Kerax        | 554 | Philippe Perry         | Philippe Pedeche      |                         |
| Dust Warriors                     | Iveco Powerstar      | 533 | William van Groningen  | Wesley van Groningen  | Marco van Oevern        |
| Gregoor Racing Team               | Iveco Trakker        | 534 | Igor Bouwens           | Syndiely Wade         | Ulrich Boerboom         |
| Q Motorsport Team                 | MAN TGA              | 535 | Michael Baumann        | Philipp Beier         | Sebastian Lindner       |
| Toyota Auto Body                  | MAN TGA              | 537 | Sylvain Besnard        | Nicolas Falloux       | Sylvain Laliche         |
| Overdrive Racing                  | Iveco Trakker        | 539 | Dave Berghmans         | Sam Koopmann          | Tom Geuens              |
| Overdrive Racing                  | DAF CF75             | 551 | Jean-François Cazères  | Jean-Bernard Arette   | David Herlaut           |
| Sodicars Racing                   | DAF CF75             | 540 | Richard Gonzalez       | Franck Maldonado      | Guillaume Gonzalez      |
| Bahrain Raid Xtreme               | MAN TGA              | 541 | Pep Sabaté             | Jordi Montaner        | Pol Tibau               |
| Team SSP                          | MAN TGA              | 542 | Dušan Randýsek         | Joël Darboure         | Anthony Robineau        |
| Team SSP                          | MAN TGA              | 547 | Zsolt Darázsi          | Pierre Calmon         | Palco Lubomir           |
| Team SSP                          | MAN TGA              | 555 | Giso Verschoor         | Laurent Lalanne       | Edwin van der Vegt      |
| FN Speed Team                     | Mercedes-Benz Actros | 543 | Alex Aguirregaviria    | Francesc Salisi       | Jordi Perera            |
| PBX Team                          | Mercedes-Benz Axor   | 544 | Jordi Celma            | Xavier Moreau         | Claudio Gianformaggio   |
| R Team                            | MAN TGS              | 545 | Cesare Rickler         | Oscar Bravo           |                         |
| STA Competition                   | Volvo FMX            | 548 | Tariq Alrammah         | Samir Benbekhti       | Ramzi Osmani            |
| STA Competition                   | MAN TGS              | 550 | Ahmed Benbekhti        | Bruno Seillet         | Mickaël Fauvel          |
| Astara Team                       | MAN TGA              | 549 | Javier Jacoste         | Jose María Fontdevila | Juan Francisco Silva    |
| Xtremeplus Polaris Factory Team   | MAN TGS              | 552 | David Giovannetti      | Renato Delmastro      | Paco Fernandez          |

### Dakar Classic
| Scuderia                           | Auto                         | #   | Pilota                   | Copilota                 | Meccanico             | Classe                     |
| ---------------------------------- | ---------------------------- | --- | ------------------------ | ------------------------ | --------------------- | -------------------------- |
| Team FSO                           | Toyota Land Cruiser 80       | 700 | Serge Mogno              | Florent Drulhon          |                       | +97 Intermediate Average   |
| Team FSO                           | Toyota Land Cruiser 80       | 736 | Pascal Le Brun           | Audrey Rossat            |                       | 87-96 Intermediate Average |
| Team FJ                            | FJ-Protruck                  | 701 | Jérôme Galpin            | Anne Galpin              |                       | +97 Intermediate Average   |
| Team FJ                            | FJ-Protruck                  | 737 | Guilaumme Maillard       | Faiza Maillard           |                       | +97 Intermediate Average   |
| Toyota Classic                     | Toyota Land Cruiser          | 703 | Kilian Revuelta          | Mercedes Montamarta      |                       | 87-96 Moderate Average     |
| Toyota Classic                     | Toyota Land Cruiser 80       | 704 | Carlos Santaolalla       | Aran Sol I Juanola       |                       | 87-96 Moderate Average     |
| Toyota Classic                     | Toyota Land Cruiser 80       | 778 | Juan Morera              | Lidia Ruba               |                       | 87-96 Moderate Average     |
| Feryn Dakar Team                   | Toyota Land Cruiser 100      | 706 | Nicola Feryn             | Kurt Keysers             |                       | +97 Intermediate Average   |
| Team Logistic Rallye               | Porsche 911 Safari           | 707 | Julien Texier            | Jérémy Athimon           |                       | -86 Intermediate Average   |
| Team Logistic Rallye               | Volkswagen Transporter       | 710 | Frédéric Verdaguer       | Stéphane Xercavins       |                       | 87-96 Moderate Average     |
| Team Logistic Rallye               | Porsche 911 SC               | 711 | Philippe Jacquot         | Jean-Joseph Bachelier    |                       | 87-96 Intermediate Average |
| Team Logistic Rallye               | Volkswagen Maggiolino        | 712 | Diego Delespeaux         | Julie Verdaguer          |                       | -86 Intermediate Average   |
| Klymčiw Racing                     | Škoda 130 LR                 | 709 | Ondřej Klymčiw           | Bill Conger              |                       | -86 Moderate Average       |
| DKR Dakar Classic Team             | Toyota Land Cruiser 100      | 713 | Luca Venturi             | Roberto Musi             |                       | +97 Intermediate Average   |
| Zolliker-Lansing                   | Toyota Land Cruiser 80       | 714 | Céedric Zolliker         | Clemens Lansing          |                       | 87-96 Moderate Average     |
| VW Iltis Team                      | Volkswagen Iltis             | 716 | Rene Declercq            | John Demeester           |                       | -86 Moderate Average       |
| Annecy Moteur                      | Citroën Visa                 | 717 | François Abrial          | Cyril Beltrami           |                       | -86 Low Average            |
| Annecy Moteur                      | Citroën Visa                 | 718 | Mathieu Abrial           | Thomas Viguier           |                       | 87-96 Moderate Average     |
| Team Casteu Classic                | Mitsubishi Pajero            | 719 | Andreas Brabeck-Letmathe | Éric Bersey              |                       | +97 Intermediate Average   |
| Team Casteu Classic                | Mitsubishi Pajero            | 720 | Peter Brabeck-Letmathe   | Jean-Michel Gayte        |                       | +97 Intermediate Average   |
| Tecnosport                         | Isuzu VehiCROSS              | 721 | Luciano Carcheri         | Giovanni Bernacchini     |                       | +97 Intermediate Average   |
| Tecnosport                         | Nissan Pathfinder            | 722 | Valentina Casella        | Monica Buonamano         |                       | +97 Intermediate Average   |
| Tecnosport                         | Nissan Patrol                | 729 | Gian Paolo Cavagna       | Gianni Pelizzola         |                       | +97 Intermediate Average   |
| Tecnosport                         | Nissan Terrano               | 750 | Urbano Clerici           | Nicola Colombo           |                       | 87-96 Moderate Average     |
| Tecnosport                         | Nissan Terrano II            | 767 | Gian Enrico Dutschler    | Emanuele Spriano         |                       | +97 Intermediate Average   |
| Tecnosport                         | Mercedes-Benz 280 GE         | 768 | Giuseppe Pozzi           | Matteo Denti Filippo     |                       | -86 Moderate Average       |
| Tecnosport                         | Nissan Terrano II            | 790 | Riccardo Garosci         | Rudy Briani              |                       | +97 Intermediate Average   |
| Tecnosport                         | Nissan Terrano               | 792 | Lorenzo Piolini          | Franco Majno             |                       | +97 Intermediate Average   |
| Tecnosport                         | Nissan Terrano               | 796 | Alfredo Cavozza          | Adriano Furlotti         |                       | 87-96 Moderate Average     |
| Pedrega Team                       | Mitsubishi L200              | 724 | Jose Vidanya             | Sergi Fernández          |                       | +97 Intermediate Average   |
| Pedrega Team                       | Toyota Land Cruiser Wagon    | 789 | Rodrigo Ramírez          | Rogers Ramírez           |                       | +97 Intermediate Average   |
| Pedrega Team                       | Toyota Land Cruiser Wagon    | 795 | Miquel Martí             | Xavi Ribas               |                       | +97 Intermediate Average   |
| Pedrega Team                       | Toyota Land Cruiser          | 805 | José González            | Amadeo Roige             |                       | +97 Intermediate Average   |
| CX Rally Team                      | Citroën CX                   | 725 | Cornelis Kamp            | Jacobine Kamp-Noordsij   |                       | -86 Low Average            |
| Indy Racing                        | Peugeot 504 Coupé            | 726 | Christophe D’Indy        | François-Xavier Bourgois |                       | -86 Intermediate Average   |
| Ralliart Off Road Classic          | Mitsubishi Pajero            | 727 | Vincent Tourneur         | Christian Lambert        |                       | 87-96 Intermediate Average |
| Ralliart Off Road Classic          | Mitsubishi Pajero            | 791 | Christian Perrier        | Gérard Bouvet            |                       | 87-96 High Average         |
| TH-Trucks Team                     | Toyota Land Cruiser 80       | 728 | Dirk van Rompuy          | Christiaan Goris         |                       | 87-96 Moderate Average     |
| TH-Trucks Team                     | Nissan Patrol                | 748 | Luis Pedrals             | Jan Rosa I Viñas         |                       | 87-96 Moderate Average     |
| TH-Trucks Team                     | Toyota Land Cruiser 80       | 793 | Erik Qvick               | Jean-Marie Lurquin       |                       | 87-96 Moderate Average     |
| Team Pevele Aventure               | Toyota Land Cruiser 80       | 730 | Christophe Berteloot     | Corinne Berteloot        |                       | 87-96 Intermediate Average |
| Team Pevele Aventure               | Toyota Land Cruiser 80       | 732 | Patrick Doby             | André Terrier            |                       | 87-96 Intermediate Average |
| Team Pevele Aventure               | Toyota Land Cruiser 80       | 744 | David Cupers             | Corinne Cupers           |                       | 87-96 Intermediate Average |
| Indy Racing                        | Peugeot P4                   | 731 | Olivier Mahul            | Loïc Gaillac             |                       | -86 Moderate Average       |
| Ulrich Schwarzbacher Dakar Team    | Mitsubishi Pajero            | 733 | Juraj Ulrich             | Lubos Schwarzbacher      |                       | 87-96 Intermediate Average |
| Rallye Fred                        | Strakit Buggy                | 738 | Frédéric Barlerin        | Magali Barlerin          |                       | -86 Low Average            |
| Cummins France                     | Toyota Land Cruiser 80       | 739 | Rainer Wissmanns         | Claire Deygas            |                       | 87-96 Intermediate Average |
| Cummins France                     | Toyota Land Cruiser 80       | 740 | Patrick Sireyjol         | Thierry Fresard          |                       | 87-96 Intermediate Average |
| R Team                             | Mitsubishi Pajero            | 742 | Stefano Moro             | Daniele Manoni           |                       | +97 Intermediate Average   |
| R Team                             | Mitsubishi Pajero            | 761 | Evangelos Bersis         | Fotios Koutsoumbos       |                       | +97 Intermediate Average   |
| R Team                             | Range Rover                  | 766 | David Bizzozero          | Pietro D’Agostino        |                       | -86 Intermediate Average   |
| R Team                             | Mitsubishi Pajero            | 788 | Antonio Ricciari         | Simona Morosi            |                       | +97 Intermediate Average   |
| Nico Dakar                         | Range Rover                  | 743 | Nicolas Delencre         | Éric Vandormael          |                       | 87-96 Low Average          |
| Claeyson                           | Toyota Land Cruiser          | 745 | Eric Claeys              | Tom Claeys               |                       | -86 Moderate Average       |
| Creative Action Holland Rally Team | Mitsubishi Pajero            | 747 | Herman van Oldenmark     | Leonardus Schouten       |                       | +97 Intermediate Average   |
| Creative Action Classic Dakar Team | Mitsubishi Pajero            | 760 | Jeroen de Jong           | Sven Ebberg              |                       | -86 Low Average            |
| GPG                                | Nissan Patrol                | 749 | Radek Vávra              | Lukáš Vála               |                       | 87-96 Moderate Average     |
| Ecurie Freres D'Armes              | Peugeot P4                   | 751 | Mickaël Ranchin          | Philippe Robert          |                       | 87-96 Moderate Average     |
| Team un Diabético en el Dakar      | Toyota Land Cruiser          | 752 | Daniel Puig              | Sonia Ledesma            |                       | +97 Intermediate Average   |
| Recinsa Sport                      | Nissan Terrano               | 754 | Francisco Benavente      | Rafael Benavente         |                       | 87-96 Moderate Average     |
| Czech Samurais                     | Toyota Land Cruiser          | 755 | Ondřej Martinec          | Gabriel Zubor            |                       | +97 Intermediate Average   |
| Czech Samurais                     | Suzuki Samurai               | 756 | Olga Rouckova            | Jiri Kopriva             |                       | 87-96 Low Average          |
| Thescrapmetalkings                 | Nissan Patrol                | 757 | Jean-Christophe Moine    | Lionel Jadot             |                       | 87-96 Intermediate Average |
| Bolk Dakar Rallyteam               | Mitsubishi Pajero Evolution  | 758 | Jaap Bolk                | Marcel van Wort          |                       | +97 Intermediate Average   |
| Altena Veenstra                    | Volkswagen Taro              | 759 | Bertus Altena            | Anton Veenstra           |                       | 87-96 Low Average          |
| Desert Endurance Motorsport        | Fiat Panda 4x4               | 763 | Francesco Guasti         | Alessandro Guasti        |                       | 87-96 Low Average          |
| Desert Endurance Motorsport        | Fiat Panda 4x4               | 764 | Marco Leva               | Alexia Giugni            |                       | 87-96 Low Average          |
| All Bideak 4X4 Club                | Mitsubishi Pajero            | 773 | Asier Duarte             | Luis Barbero             |                       | 87-96 Moderate Average     |
| LJS Racing Team                    | Toyota Land Cruiser          | 775 | Lorenzo Fluxa            | Sergi Giralt             |                       | +97 Intermediate Average   |
| Bedeschi-Bottallo                  | Toyota Land Cruiser          | 776 | Paolo Bedeschi           | Daniele Bottallo         |                       | 87-96 Intermediate Average |
| JBT Clásicos Racing                | Mitsubishi Pajero            | 777 | Javier Burillo Téllez    | Manuel López             |                       | 87-96 Intermediate Average |
| Crazy Panda                        | Fiat Panda 4x4               | 782 | Fernando Navarrete       | Cristobal Mora           |                       | 87-96 Low Average          |
| Tom and Niek                       | Mitsubishi Pajero Wagon      | 784 | Tom Kloosterman          | Niek Lichtenberg         |                       | 87-96 Low Average          |
| Geco Classic                       | Mitsubishi Pajero Wagon      | 801 | Mathieu Kurzen           | Alexandre Fatio          |                       | 87-96 Low Average          |
| Cangor Evasions                    | Toyota Land Cruiser          | 804 | Jean-Louis Malsergent    | Marie-Noëlle Malsergent  |                       | 87-96 Moderate Average     |
| Aspen Pumps / Works Rally-Raid     | Nissan Terrano               | 806 | Peter Schey              | Christopher Schey        |                       | 87-96 Intermediate Average |
|                                    |                              |     |                          |                          |                       |                            |
| Tatra Buggyra ZM Racing            | Tatra T815 "Puma"            | 900 | Radovan Kazarka          | Josef Kalina             | Pavol Zachar          | 87-96 Low Average          |
| Classic Team DAF                   | DAF 3300 Double Head         | 901 | Adrianus van Kasteren    | Herman Keijsers          | Thijs Heezen          | -86 Moderate Average       |
| Classic Team DAF                   | DAF NAT 2800                 | 902 | Hugo Duisters            | Remco de Vos             |                       | -86 Moderate Average       |
| Ecurie Freres D'Armes              | ACMAT TPK                    | 905 | Sandra Rivière           | Emmanuel Rivière         |                       | -86 Low Average            |
| TH-Trucks Team                     | Pegaso 7222                  | 906 | Bautista Sancho          | Christian Almansa        | Albert Casabona       | -86 Low Average            |
| Pedrega Team                       | Mercedes-Benz 16-38          | 907 | Juan Manuel González     | Rafa Muñoz               | Jorge Toral           | 87-96 Low Average          |
| R Team                             | Iveco Eurocargo              | 909 | Marco Giannecchini       | Luca Macrini             | Francesco Proietti    | 87-96 Low Average          |
| Team SSP                           | Mercedes-Benz 19-35          | 909 | Gildas Carnet            | Bruno Grilli             | Olivier Guillory      | 87-96 Moderate Average     |
| Desert Endurance Motorsport        | Iveco 80-17 4x4              | 909 | Stefano Brendolan        | Marco Corbetta           | Nicolo' Mussetto      | 87-96 Moderate Average     |
| Desert Endurance Motorsport        | Iveco Magirus ANW 150-16 4×4 | 913 | Giuseppe Simonato        | Andrea Cadei             | Annunziata Del Gaudio | 87-96 Moderate Average     |
| Toyota Classic                     | Pegaso 2223                  | 914 | Francisco Del Pozo       | Juan Antonio Castillo    | Gustavo Castro        | 87-96 Moderate Average     |
| Team Boucou                        | Renault Kerax                | 915 | Jordi Ginesta            | Valentin Devic           | Yann Pellegrin        | +97 Moderate Average       |
| Imnasa Racing Team                 | MAN F90                      | 916 | Juan Donatiu             | Joao Fortes              | Joaquín Vilatarsana   | +97 Moderate Average       |